# Avan
Avan vagy Awan egykori város vagy régió Elámban. Pontos helye nem ismert, feltételezések szerint Szúza északi részén, Dél-Lurisztánban, Dezful közelében vagy Godin Tepe körül fekhetett.

## Története
Elam első dinasztiája az Awan-dinasztia (sumér: 𒀀𒉿𒀭𒆠, awan) volt. A történelmi feljegyzések szerint i. e. 2200 körül Puzur-Insusinak, Awan királya egyesítette először Elámot, azonban a III. uri dinasztiához tartozó Sulgi alig kétszáz év múlva ismét kis államoká verte szét a területet. A hegyvidéki régió azonban megőrizte függetlenségét, és – mint később sokszor – a térség súlypontja az elfoglalt Szúzából a keleti Ansanba tevődött át. Az elamiták valószínűleg a szomszédos Sumer legnagyobb versenytársai voltak a legrégebbi ókortól.
A sumér királylista szerint az Awan-dinasztia egyidejűleg hegemóniát gyakorolt Sumerben. Megemlít három Awan-királyt, akik állítólag összesen 356 évig uralkodtak. Awan az i. e. 3. évezredben bírt politikai jelentőséggel.
A Szúzában talált királylista az Awan-dinasztia 12 királya nevét sorolja fel. Mivel erről az időszakról nagyon kevés forrás van, ezért a legtöbb név nem bizonyított. E királyok közül csak keveset ismer a történelem. Elam ez idő alatt komoly kereskedelmet folytatott a sumér városállamokkal, elsősorban élelmiszereket importált, és többek között szarvasmarhát, gyapjút, rabszolgákat és ezüstöt exportált.